# Pingluo
Pingluo, tidigare stavat Pinglo, är ett härad som lyder under Shizuishans stad på prefekturnivå i den autonoma regionen Ningxia i nordvästra Kina. I häradet ingår större delen av det 2003 uppplösta häradet Taole (Taole Xian). Den återstående delen av Taole tillfördes stadsdistriktet Xingqing under regionhuvudstaden  Yinchuans stad på prefekturnivå.